# Николев, Юрий Алексеевич
Юрий Алексеевич Николев (1749 — 2 октября 1819) — тайный советник, следователь по особым делам Тайной экспедиции, а позднее гражданский губернатор Новороссийской губернии при Павле I. Известен тем, что 22 апреля 1797 года, в бытность чиновником тайной экспедиции, по приказу императора арестовал в Кобринском ключе отставного фельдмаршала графа Суворова-Рымникского и отвёз его в ссылку в Кончанское, где надзирал за ним до февраля 1798 года.

## Биография
Родился в 1749 году. К 1797 году, принёсшему ему известность, был уже человек пожилой и вёл ничем не примечательную жизнь, за исключением случая, упомянутого Павлом Фёдоровичем Карабановым в его сборнике исторических рассказов и анекдотов. Однажды на охоте под Старицей Николев вздумал забавляться с заряженным ружьём и случайно едва не застрелил своего покровителя Николая Петровича Архарова, тогда тверского губернатора. Прослужив 15 лет, вышел в отставку в чине коллежского асессора, «не получа ни малейшего вознаграждения», имел двух сыновей на службе и двух дочерей. Проживал в своём подмосковном имении (160 душ), которое досталось ему по дележу с четырьмя братьями наследства их дяди, генерал-майора Преображенского полка Пётра Михайловича Николева (?—1772), члена кригскомиссариата. По его собственным словам, он изрядно бедствовал, поскольку на его имении был наложен секвестр по комиссариату.

### Дело Суворова
Во время своей коронации, которая состоялась 5 апреля 1797 года в Москве, Павел I получил через фельдмаршала князя Николая Васильевича Репнина донос на отставного фельдмаршала графа Александра Васильевича Суворова. Накануне, впав в опалу, полководец удалился в своё имение Кобринский ключ. Туда за ним последовали 19 бывших офицеров его штаба. Генерал-лейтенант Михаил Петрович Румянцев, некогда служивший под командой Суворова, решил выместить какую-то давнюю обиду на бывшего начальника. В своём доносе он писал, что Суворов в Кобринском «волнует умы и готовит бунт». Государь внял и распорядился немедленно удалить опального в его же собственное имение Кончанское . Для такого щекотливого дела требовался весьма преданный и решительный исполнитель. Тогда московский военный губернатор Иван Петрович Архаров, младший брат упомянутого выше Николая Петровича, вспомнил о бедственном положении асессора Николева, «сжалился над ним» и порекомендовал Павлу I. Государь распорядился срочно возвратить того на службу, назначить чиновником по особым поручениям Московской конторы тайной экспедиции, и отправил на задание со своим именным предписанием: 

<…>ехать вам в Кобрин или другое местопребывание Суворова, откуда его привезть в боровицкие его деревни, где и препоручить Вындомскому (боровицкому городничему), а в случае надобности требовать помощи от всякого начальства.— Павел I
Вечером 22 апреля Николев внезапно приехал в Кобрин, предъявил бумаги и потребовал от графа Суворова собираться немедля, чему тот безропотно подчинился. Времени на распоряжения по хозяйству и подведение счетов огромного имения не осталось, поэтому опальному пришлось занять 1000 рублей на дорожные расходы у своего управляющего — полковника Корицкого. У последнего же остались на хранении наградные бриллианты стоимостью более 300 000 рублей и другие ценные вещи. На следующий день около 10 часов утра Суворов, подписав последние бумаги с управляющим, молча сел в экипаж и уехал. 5 мая Николев доставил отставного фельдмаршала и, передав под присмотр боровицкого городничего премьер-майора Вындомского, уехал.
20 мая того же года Николев вновь появился в Кобринском ключе, арестовал всех 18 оставшихся там офицеров и отвёз их в Киев, где они были посажены в крепость. По повелению императора киевский военный губернатор граф Иван Петрович Салтыков произвёл дознание относительно намерений и замыслов этих офицеров и сообщил в Санкт-Петербург, что они ничего не знают и никаких особых намерений, выходя в отставку и уезжая в Кобрин, не имели. Павел I повелел поступить с арестованными по своему усмотрению, и Салтыков через два месяца после ареста распустил их по домам, большинство из них вернулось в Кобрин.
16 сентября 1797 года Николев в своей подмосковной деревне, куда он вернулся из Киева, получил новое повеление. Вындомский крайне тяготился своей ролью надзирателя при Суворове в селе Кончанском и просил его заменить, ссылаясь на нездоровье. Выбор властей вновь пал на Николева, который сообщил о своей готовности выезжать немедленно и попросил прислать инструкции прямо на место. 20 сентября он уже прибыл, однако Вындомский, не получив приказания, оставался ещё некоторое время при Суворове. Такой двойной надзор заставил последнего опасаться ещё больших притеснений и в тот же день пожаловаться в письме императору:

<…>Сего числа приехал ко мне коллежский советник Николев. Великий монарх! Сжальтесь: умилосердитесь над бедным стариком. Простите ежели в чём согрешил.— граф А. Суворов-Рымникский, 20 сентября 1797 года, Боровичские деревни
28 сентября император повелел его «оставить без ответа». В своём первом донесении от 22 сентября Николев так описывает встречу с графом:

По свидании со мною, встретил меня печальным видом, спрашивая: «откуда я приехал?» Я сказал, что проездом в Тихвин заехал, на что он мне сказал: «я слышал, что ты пожалован чином, правда и служба большая, все служил, выслужил… улыбаясь повторил: продолжай эдак поступать, ещё наградят». Я в ответ ему сказал, что исполнять волю монаршую первейший долг всякого верноподданного; он на сие мне отвечал: «я бы сего не сделал, а сказался бы больным». Но как я ему сказал, что крайне удивляюсь, слыша от него такие советы, то и замолчал, и я тотчас вышел вон. На другой день, даже до сегодня уже гораздо нашёл его снисходительнее и ласковее<…>
Запрошенная Николевым инструкция запаздывала, и он попытался начать дело так, как сам счёл нужным: вести за графом постоянное наблюдение и перехватывать всю его корреспонденцию. Однако быстро убедился, что при образе жизни Суворова делать это в одиночку практически неосуществимо — опальный жил в доме на отшибе со своим камердинером Прохором Ивановым и двумя отставными солдатами, часто общался со своими крестьянами-карелами на их языке, которого чиновник не знал. Ничто не могло помешать графу ни уехать в любой момент, ни тайно передавать корреспонденцию. В своих донесениях Николев часто пытался обратить внимание начальства на эти обстоятельства, но 10 октября император распорядился: «растолковать Николеву, что он определяется к графу Суворову для надзора за ним неприметным образом, следовательно, сии намерения им смотреть г. Николева остановить». Тем не менее, ему в помощь из губернии было прислано два солдата.
Николев еженедельно доносил об однообразной жизни своего поднадзорного. В основном он писал однотипными фразами: «граф здоров, упражнения всё те же», изредка дополнял их замечаниями: «граф грустит, не имея известий от дочери», или: «получа от дочери письмо, крайне был обрадован». Кроме того, его донесения содержат подробные сведения о появлении посетителей, перехваченной корреспонденции, сплетнях челяди Суворова и тому подобных малозначительных событиях, в основном бытового характера. Большинство из них начальство оставляло без ответа. Однако из-за своего служебного рвения Николев невольно втянул самого государя и оказался втянут сам в распри между отставным фельдмаршалом и его супругой Варварой Ивановной (в девичестве Прозоровской). Граф с ней давно не жил и неоднократно безуспешно пытался развестись, подозревая в супружеской неверности. В октябре приехал из Москвы гонец с письмом, в котором она просила об уплате за неё долга 22 000 рублей, выделения ей дома для проживания и назначения содержания. Суворов велел гонцу передать на словах, что «он сам должен, а посему и не может ей помочь, а впредь будет стараться». Когда император узнал из донесения Николева об этой истории, то распорядился: «сообщить графине Суворовой, что она может требовать с мужа по законам». 6 января 1798 года Николев объявил Суворову высочайшее повеление, чтобы он исполнил желание своей жены. Тот, не смея перечить воле государя, тотчас распорядился через зятя графа Н. А. Зубова отдать графине Варваре Ивановне свой московский дом и ежегодно отпускать ей по 8000 рублей, приписав в конце «Я ведаю, что г. В. много должна, мне сие постороннее». В тех же числах января Николев ходатайствовал о снятии с его имения секвестра и о денежном пособии, поскольку «своим настоящим положением по рвению к службе Его Императорского Величества удовлетворяется сердечно, но находится без жалованья». В целом жизнь его в Кончанске была нелегка, он жил в простой избе и питался чем попало, так как император никаких распоряжений на этот счёт не дал, а помощи от Суворова ждать не приходилось.
12 февраля 1798 года генерал-прокурору князю Куракину дан указ следующего содержания:

Генерал фельдмаршалу графу Суворову-Рымникскому всемилостивейше дозволяя приехать в Петербург, находим пребывание коллежского асессора Николева в Боровицких деревнях не нужным.— Павел I
14 февраля приехал в Кончанское племянник Суворова, флигель-адъютант полковник князь А. И. Горчаков, с высочайшим повелением быть графу в Петербурге. На словах он передал Николеву приказание Куракина — возвратиться к себе домой, что тот немедля исполнил.

### Дальнейшая карьера
Со службы при Суворове начался новый взлёт карьеры Николева — он был переведён в Санкт-Петербург и зачислен следователем по особо важным делам в штат Тайной экспедиции, которая в то время была очень небольшим учреждением. Помимо Николева, её составляли начальник Александр Семёнович Макаров, два его секретаря, три чиновника канцелярии и один чиновник по особым поручениям. В том же 1798 году его командировали в Ярославскую губернию разведать намерения крестьян, якобы хотевших произвести смятение во время проезда Павла I. Потом послали в Калугу для расследования злоупотреблений губернатора и чиновников по доносу генерал-майора Линденера.
В 1799 году произведён в чин действительного статского советника. В феврале того же года Суворов был возвращён на службу и перед отправкой в Италию принимал поздравления высшего петербургского общества с возвращением из опалы и новым назначением. В числе явившихся на поклон к фельдмаршалу был и Николев. Такая бестактность заставила Суворова сыграть с ним одну из своих знаменитых шуток: называя Николева «первым своим благодетелем», он велел камердинеру посадить его «выше всех». Прохор поставил стул на диван и заставил Николева сесть на это действительно «высокое» место. И под общий смех собравшихся Суворов почтил своего сконфуженного гостя изысканными поклонами.
Для сбора сведений о престарелом графе Кирилле Григорьевиче Разумовском — одном из последних участников дворцового переворота против своего отца, Павел I командировал Николева в Батурин. По легенде, граф велел чиновнику передать: «Скажите его величеству, что я умер».
Далее следовали командировки в Москву — для сбора сведений о живущих там опальных царедворцах: о Куракиных — «бриллиантовом князе» Александре Борисовиче и брате его князе Степане, об отставном вице-адмирале Сергее Ивановиче Плещееве, а также княгине Екатерине Фёдоровне Долгоруковой; в Шклов — для разведывания о бывшем фаворите Екатерины II генерале Семёне Гавриловиче Зориче и проживавших там отставных и исключённых из службы офицерах; на Дон — для секретного разъяснения и поверки анонимной жалобы на двух генералов Иловайских, в результате один из них, Алексей Васильевич, покинул службу. Николев справился со всеми этими поручениями, не злоупотребляя своими широкими служебными полномочиями, однако в одном из своих донесений из Москвы жаловался: «все меня боятся и от меня бегают».
13 июня 1800 года повышен в чине до тайного советника и назначен гражданским губернатором Новороссийской губернии. Тогда же он упоминается владельцем родового имения Николевых — сельца Опалиха близ подмосковного Нахабино (18 душ крепостных крестьян мужского пола, 196 десятин земли). Имением этим Николевы владели с 1726 года, а с середины XVIII в. во флигеле деревянного господского дома Опалихи действовала небольшая домовая церковь Св. Николая Чудотворца. Николев расширил территорию вотчины, приобретя в 1800 году пустошь Ратову (108 десятин), а у графа Сергея Павловича Ягужинского — отдалённую от Опалихи деревню Болдино с 38 ревизскими душами и 300 десятинами земельных угодий.
Своё Новороссийское губернаторство он сочетал с председательством в губернском Приказе общественного призрения, однако при Александре I 2 мая 1801 года был уволен с этих постов.
В 1803 году благочинный донёс на Николева, что тот сделал несанкционированный ремонт домовой церкви у себя в Опалихе и вместе с тем допустил порчу церковной утвари. В результате церковь была упразднена, но при этом Юрий Алексеевич церковную утварь оставил у себя. Самое позднее упоминание Николева относится к 1807 году в связи с продажей им Опалихи тайной советнице Н. А. Карповой и вывозом большинства крепостных в другие имения.

## Награды
В Кончанском Николев нёс службу безвозмездно и, приехав в Москву, донёс генерал-прокурору, что все 5 месяцев жил там за свой счёт и с трудом добрался по бедности до Москвы. 13 февраля 1798 года пожалован чином статского советника, а в марте того же 1798 года награждён 5 000 рублей.